# Бювар
В бюваре из розовой кожи

Вот локон, вот письма Леилы.
Бюва́р (фр. buvard — «промокашка», букв. «тот, кто пьёт (чернила)», от boire «пить») имеет несколько значений. Бювар может представлять собой тетрадь пропускной («бюварной») бумаги, кожаный переплёт (иногда) со вложенными в него листами клякс-папира; лист пропускной бумаги, разложенный на письменном столе или папку для хранения почтовой бумаги, конвертов и корреспонденции.
Бювары бывают настольные (настольный портфель) и дорожные. Дорожный бювар — окантованная кожаная или коленкоровая папка размером 156×213 мм, изнутри обитая шёлком или оклеенная литографированной или бронзированной бумагой. Внутреннее пространство дорожного бювара разбито на карманы для почтовой бумаги, блокнота и конвертов. В Союзе ССР дорожные бювары выпускались предприятиями полиграфической промышленности. Настольный бювар — открытая окантованная папка на плотном картонном основании размером 550×350 мм. Писчая и промокательная бумага вкладывается во внутренний карман бювара, открывающийся с нижней стороны. В наружных карманах размещаются блокнот и конверты.
Кожаный бювар с золотыми буквами «М. Р.» фигурирует в романе В. А. Каверина «Два капитана».